# Rioja Alavesa
La Rioja Alavesa (en euskera: Arabako Errioxa), también llamada Sonsierra Alavesa, es una comarca de Álava, en el País Vasco (España). Es una de las siete comarcas o cuadrillas en las que se divide la provincia de Álava. Su denominación oficial es Cuadrilla de Laguardia-Rioja Alavesa (Biasteri-Arabako Errioxako Eskualdea en euskera). La capital comarcal es Laguardia.

## Geografía

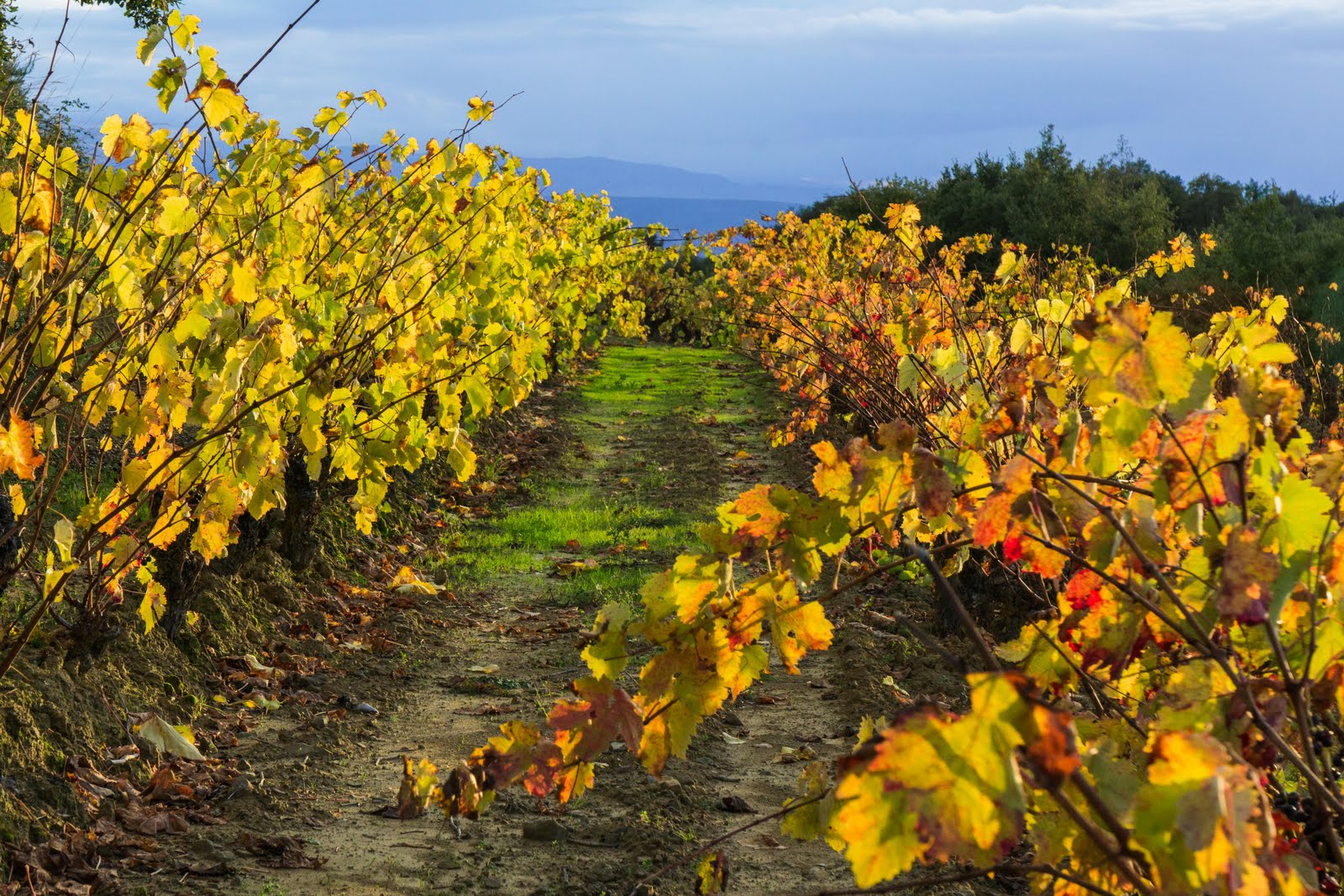
Rioja Alavesa

Dos claros accidentes geográficos marcan sus límites norte y sur. Está delimitada al norte por la muralla de la sierra de Cantabria y la sierra de Toloño, que la separan del resto de Álava y al sur por el río Ebro, que la separa de la vecina comunidad autónoma de La Rioja. Rioja Alavesa se encuadra dentro de lo que históricamente se llamó la Sonsierra de Navarra por su pertenencia al viejo reino de Navarra. La Sonsierra riojana, formada por los municipios de Ábalos y San Vicente de la Sonsierra, divide a La Rioja Alavesa en dos partes: Labastida, situada al oeste, y el resto de municipios riojano-alaveses al este. Los límites con Navarra hacia el este no están basados en claros accidentes geográficos.
Los municipios que componen La Rioja Alavesa son:

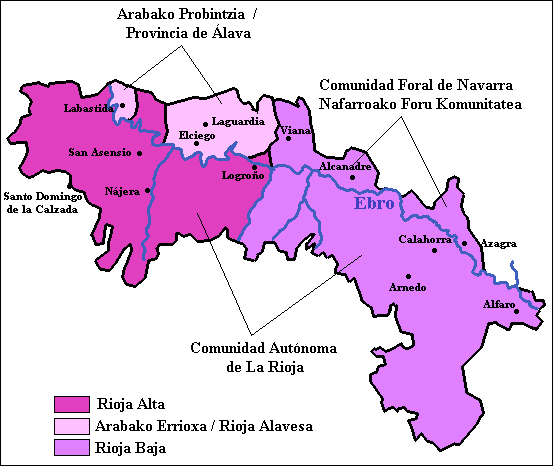
Situación de La Rioja Alavesa en rosa claro, dentro de la Denominación de Origen Calificada Rioja.

| #  | Municipio                            | Concejos              | Alcalde                               | Partido político                                    | Población (2012) | % Población | Territorio km² |
| -- | ------------------------------------ | --------------------- | ------------------------------------- | --------------------------------------------------- | ---------------- | ----------- | -------------- |
| 1  | Baños de Ebro                        |                       | Francisco Javier García Pérez de Loza | PP                                                  | 317              | 2,9         | 9,46           |
| 2  | Elciego                              |                       | Luis Aldazábal Ruiz de Viñaspre       | Zieko Bai (Indep.)                                  | 1.037            | 9,2         | 16,32          |
| 3  | Elvillar                             |                       | Enrique Pérez Mazo                    | EAJ-PNV                                             | 368              | 3,2         | 17,50          |
| 4  | Cripán                               |                       | Joseba Fernández Calleja              | EAJ-PNV                                             | 194              | 1,7         | 12,52          |
| 5  | Labastida                            | Salinillas de Buradón | Laura Pérez Borinaga                  | EAJ-PNV + EH Bildu                                  | 1.508            | 12,9        | 38,17          |
| 6  | Laguardia                            | Páganos               | Lucio Castañeda Martínez de Treviño   | EAJ-PNV + EH Bildu                                  | 1.548            | 13,3        | 81,08          |
| 7  | Lanciego                             |                       | Itziar de Álava Martínez de Icaya     | EAJ-PNV                                             | 685              | 6,2         | 24,20          |
| 8  | Lapuebla de Labarca                  |                       | María Teresa Córdoba Fernández        | La Puebla Avanza/Lapuebla Aurrerantz (LPA) (Indep.) | 848              | 7,6         | 5,99           |
| 9  | Leza                                 |                       | José Antonio Suso Pérez de Arenaza    | EAJ-PNV                                             | 252              | 2,3         | 9,92           |
| 10 | Moreda de Álava                      |                       | Miguel Ángel Bujanda Fernández        | PSE-EE                                              | 246              | 2,2         | 8,67           |
| 11 | Navaridas                            |                       | Miguel Ángel Fernández González       | PP                                                  | 220              | 1,9         | 8,92           |
| 12 | Oyón                                 | Barriobusto Labraza   | José Eduardo Terroba Cabezón          | EAJ-PNV                                             | 3.305            | 28,5        | 45,16          |
| 13 | Samaniego                            |                       | María Pilar Garmendia Iparraguirre    | EH Bildu + PSE-EE-PSOE                              | 331              | 2,9         | 10,64          |
| 14 | Villabuena de Álava                  |                       | Iñaki Pérez Berrueco                  | EAJ-PNV                                             | 319              | 2,8         | 8,48           |
| 15 | Yécora                               |                       | Rafael Fernández Jalón                | EAJ-PNV                                             | 285              | 2,5         | 18,80          |
|    | Cuadrilla de Laguardia-Rioja Alavesa |                       |                                       |                                                     | 11.429           | 100         | 315,83         |

## Listado de núcleos de población de La Rioja Alavesa
|    | Nombre localidad      | Nombre oficial                        | Municipio           | Población 2019 |
| 1  | Oyón                  | Oyón-Oion                             | Oyón                | 3.190          |
| 2  | Labastida             | Labastida/Bastida                     | Labastida           | 1.343          |
| 3  | Laguardia             | Laguardia                             | Laguardia           | 1.337          |
| 4  | Elciego               | Elciego                               | Elciego             | 1.005          |
| 5  | Lapuebla de Labarca   | Lapuebla de Labarca                   | Lapuebla de Labarca | 865            |
| 6  | Lanciego              | Lanciego/Lantziego                    | Lanciego            | 616            |
| 7  | Elvillar              | Elvillar/Bilar                        | Elvillar            | 333            |
| 8  | Samaniego             | Samaniego                             | Samaniego           | 316            |
| 9  | Villabuena de Álava   | Villabuena de Álava/Eskuernaga        | Villabuena de Álava | 296            |
| 10 | Baños de Ebro         | Baños de Ebro/Mañueta                 | Baños de Ebro       | 291            |
| 11 | Yécora                | Yécora/Iekora                         | Yécora              | 268            |
| 12 | Moreda de Álava       | Moreda de Álava/Moreda Araba          | Moreda de Álava     | 221            |
| 13 | Leza                  | Leza                                  | Leza                | 203            |
| 14 | Navaridas             | Navaridas                             | Navaridas           | 200            |
| 15 | Cripán                | Kripan                                | Cripán              | 180            |
| 16 | Labraza               | Labraza                               | Oyón                | 116            |
| 17 | Salinillas de Buradón | Salinillas de Buradón/Gatzaga Buradon | Labastida           | 109            |
| 18 | Páganos               | Páganos                               | Laguardia           | 88             |
| 19 | Barriobusto           | Barriobusto/Gorrebusto                | Oyón                | 80             |
| 20 | Viñaspre              | Viñaspre/Binasperi                    | Lanciego            | 47             |
| 21 | Laserna               | Laserna                               | Laguardia           | 44             |
| 22 | Assa                  | Assa                                  | Lanciego            | 28             |
| 23 | El Campillar          | El Campillar                          | Laguardia           | 25             |

Los ríos de la comarca son afluentes del Ebro.
Posee algunos dólmenes y restos del poblado prehistórico de La Hoya.
Los romanos se establecieron allí por su clima y su orografía. Durante la Edad Media fue una región perteneciente al Reino de Navarra, que fue finalmente anexionada al Reino de Castilla en el siglo XV tras las guerras entre Castilla y Navarra.
Tiene 11 500 hectáreas de viñedo. La economía local está basada en el monocultivo de la vid y en la elaboración de vino Rioja. La Rioja Alavesa es una de las tres subcomarcas en las que se divide la Denominación de Origen Calificada Rioja.